# Orpingtonente

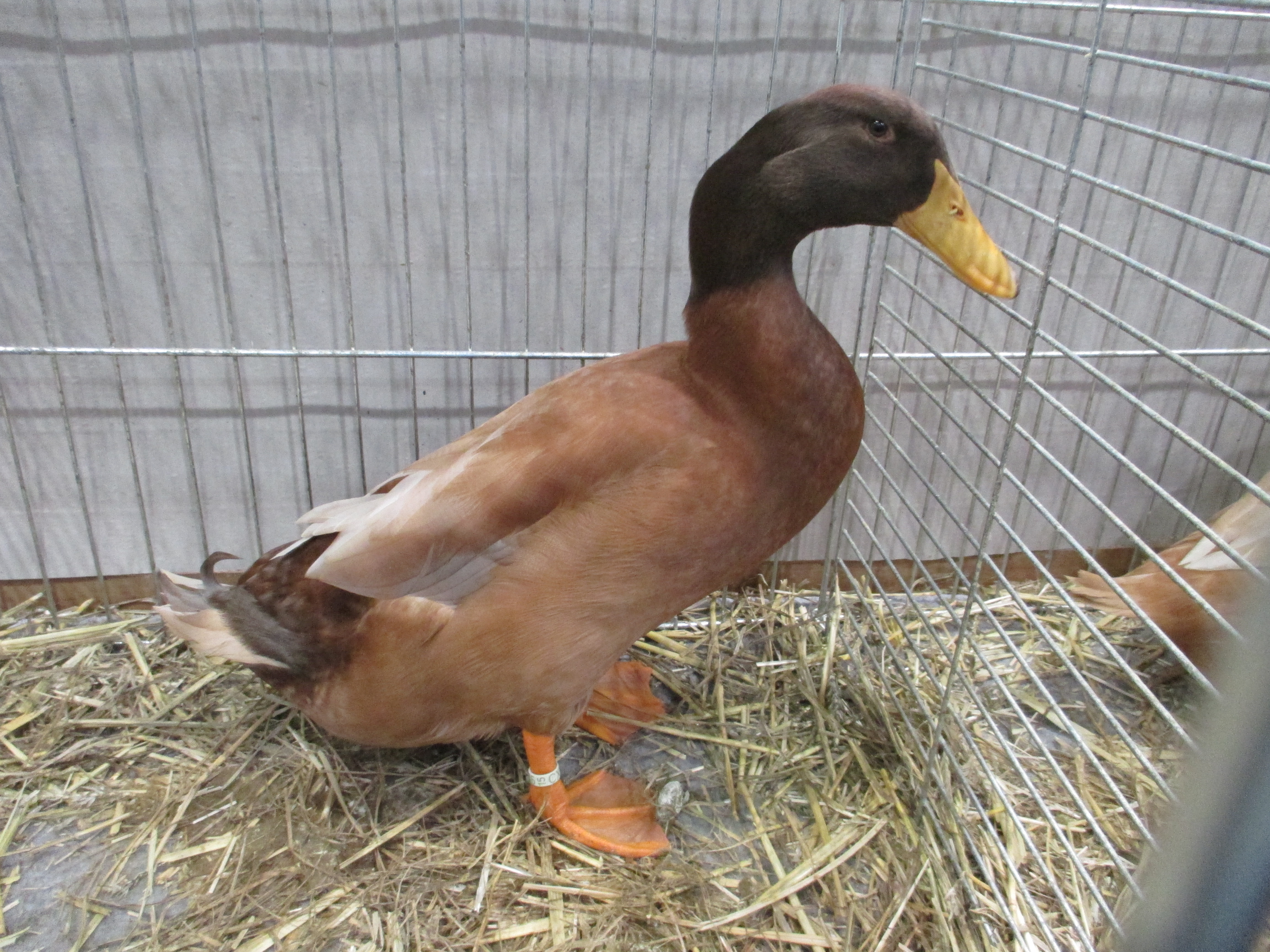
Erpel

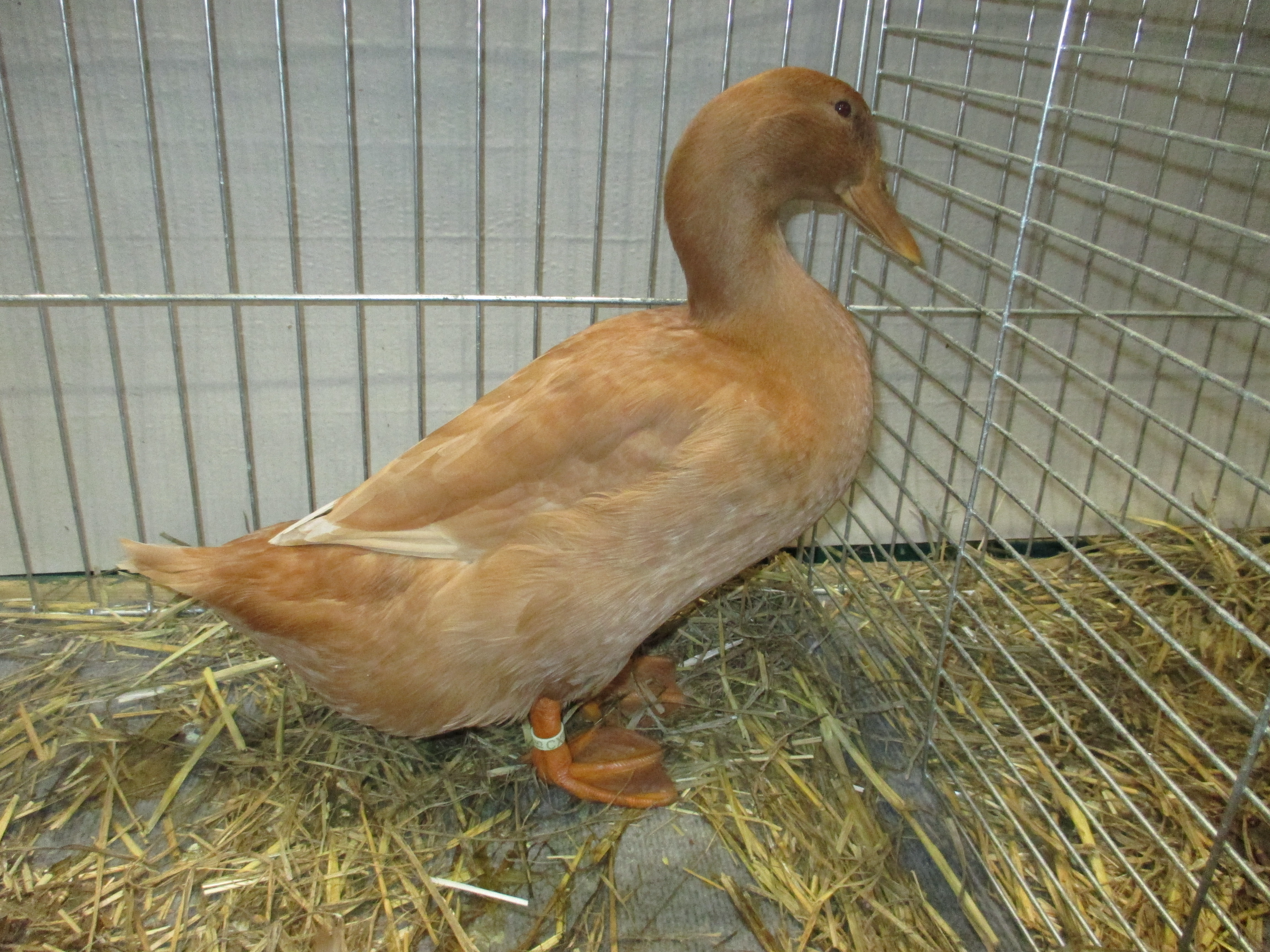
Ente

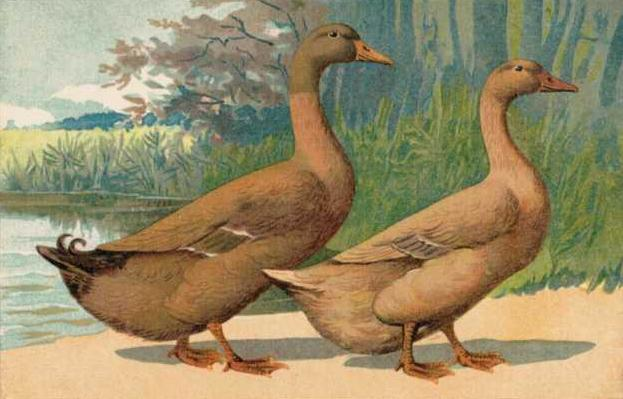
Erpel (li.) und Ente (re.)
(Farblithographie, 1890)

Orpingtonenten sind in England erzüchtete Enten mit hoher Wirtschaftlichkeit. Die Rasse wurde um 1900 vom Geflügelhändler William Cook erzüchtet und wie das gleichnamige große Orpingtonhuhn nach seinem Wohnsitz „Orpingtonhouse“ in Kent benannt. Die einstige Wirtschaftsrasse hat sich in der Gegenwart zu einer reinen Zier- und Ausstellungsrasse gewandelt und wird vom Sonderverein der Entenzüchter Deutschlands betreut.

## Beschreibung
Die Orpingtonente ist eine wetterharte, raschwüchsige und früh schlachtreife Zwieente mit gutem Fleischansatz und beachtlicher Legeleistung (→ Zweinutzungsrasse). Ihr Gefieder ist von „ledergelber“ Farbe.

## Ausgangsrassen
William Cook hielt es zeit seines Lebens geheim, wie er die Orpingtonenten erzüchtete und machte dazu gelegentlich widersprüchliche Angaben. Als Ausgangsrassen gab er Lauf-, Rouen-, Aylesbury- und Cayuga- sowie khakifarbene Campbellenten an. Daneben werden gelbe Landenten als Ausgangsrasse genannt. Außerdem wird vermutet, dass auch verschiedene Farbenschläge der Schwedenenten beteiligt waren, da es zu Beginn neben den gelben Enten auch schokoladenbraune und blaue mit weißem Latz gab.
Andere Autoren (W. Powell-Owen 1918, P.-E. Oswald 2003) halten es auch für möglich, dass er schlicht die bereits existierenden gelben schwedischen Enten (= gelbe Enten in der Größe der Pommernenten) durch Kreuzung mit Lauf- und Campbellenten in ihrer Legetätigkeit verbesserte.
Der Ursprung der Rasse kann endgültig nicht mehr geklärt werden. Festzustehen scheint, dass Cook Landenten mit aufrechter Haltung mit aus Südostasien stammenden Laufenten und weiteren Rassen kreuzte.

## Bestand
Der Bestand der Tiere in Deutschland schwankt seit seiner Erfassung im Jahre 2000. Waren es 2005 noch 408 weibliche und 183 männliche Tiere wurden bei der letzten Bestandserfassung im Jahr 2013 noch 249 Enten und 110 Erpel gezählt.
In der Roten Liste der Bundesanstalt für Landwirtschaft und Ernährung (BLE) wird die Orpingtonente mit mehr als 50 aber weniger als 100 Zuchten als „stark gefährdet“ eingestuft.